# Podegucie
Podegucie – część wsi Kalinowo w Polsce, położona w województwie mazowieckim, w powiecie ostrowskim, w gminie Ostrów Mazowiecka.
W latach 1975–1998 Podegucie administracyjnie należało do województwa ostrołęckiego.